# Arthur H. Hider

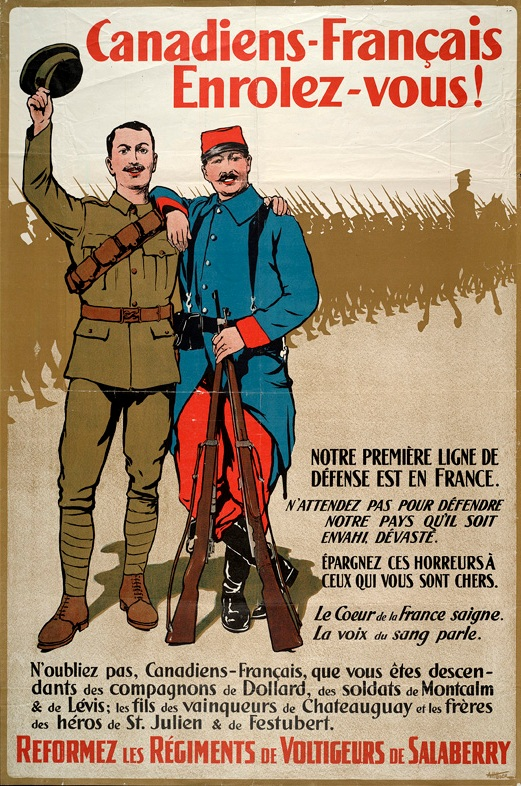
Canadiens-français enrôlez-vous ! par Arthur H. Hider, 1914-1918.

Arthur H. Hider (1870-1952) est un peintre et illustrateur canadien.

## Biographie
Arthur H. Hider est né à Londres, en Angleterre, ayant déménagé au Canada à l'âge de deux ans. Il entre en apprentissage chez un lithographe de Toronto à quinze ans. Il a ensuite travaillé pour Rolph-Clark-Stone pendant soixante ans. La majeure partie de son travail consistant à illustrer des calendriers, notamment de Gerlach Barklow Co., Arthur H. Hider a aussi travaillé sur la couverture du Robin Hood Flour Cook Book. Même après que ce livre a changé de nom en 1912, les œuvres de Hider ont continué à être utilisées pour en faire la promotion.
Haider est également connu pour ses peintures illustrant la guerre des Boers en Afrique du Sud.